# Nōhi Gokoku-jinja
Nōhi Gokoku-jinja (濃飛護國神社) est un sanctuaire shinto situé dans la ville d'Ōgaki, préfecture de Gifu au Japon. Il se trouve près du château d'Ōgaki. Le sanctuaire est conçu pour les quelque 19 000 personnes des régions Seino et Hida de la préfecture de Gifu qui sont morts pendant les guerres. Parce qu'il ne représentait qu'une petite partie de la préfecture, il a finalement été remplacé par le Gifu Gokoku-jinja.

## Histoire
Le sanctuaire est construit en 1871 afin d'honorer les 54 hommes de la région morts durant la guerre de Boshin. Son nom est d'abord « Ōgaki Shōkonsha » (大垣招魂社). Le sanctuaire est remplacé par le Gifu Gokoku-jinja de Gifu après qu'il est achevé en 1940.
Le sanctuaire organise deux festivals, les 23 avril et 22 septembre.